# Anauxesida haafi
Anauxesida haafi är en skalbaggsart som beskrevs av Stefan von Breuning 1961. Anauxesida haafi ingår i släktet Anauxesida och familjen långhorningar. Inga underarter finns listade i Catalogue of Life.